# هانس بيترسون
هانس بيترسون (بالسويدية: Hans Peterson)‏ (26 أكتوبر 1922 - أغسطس 2022)، هو كاتب وكاتب للأطفال وكاتب سيناريو سويدي، ولد في 26 أكتوبر 1922 في أبرشية فارينغ ‏ في السويد.

## وصلات خارجية
- هانس بيترسون على موقع IMDb (الإنجليزية)